# Cetner Hrabia
Cetner Hrabia – polski herb hrabiowski, pochodzący z dyplomu wydanego 1 grudnia 1780 roku. Odmiana herbu Cetnar, herb własny utytułowanej linii rodu Cetnerów herbu własnego.

## Opis herbu
Opis stworzony zgodnie z klasycznymi zasadami blazonowania:
Na tarczy polu czerwonym chorągiew złota w skos, przewiązana na drzewcu, który ułamany u dołu.
Nad tarczą korona hrabiowska, nad którą hełm z koroną. W klejnocie trzy pióra strusie, złote między czerwonymi.
Labry herbowe czerwone, podbite złotem.

## Historia
Tytuł hrabiego Królestwa Galicji (niem. hoch- und wohlgeboren, graf von) został nadany braciom Ignacemu i Dominikowi Cetnerom 8 kwietnia 1778 roku przez cesarza Józefa II. Dyplom z wizerunkiem herbu został wydany 1 grudnia 1780.
Podstawą nadania tytułu oraz herbu hrabiowskiego Cetnerom była wierna służba domowi habsburskiemu oraz znaczności rodu w ówczesnych czasach.
Obdarowani byli potomkami zasłużonej rodziny Cetnerów, którzy indygenatem z 1598 roku zasilili szeregi polskiej szlachty.